# Moviment Democràtic Combatent
El Moviment Democràtic Combatent (en grec: Αγωνιστικό Δημοκρατικό Κίνημα, ADIK) va ser un partit polític de Xipre, membre de l'Aliança per l'Europa de les Nacions. A les eleccions legislatives xipriotes de 1996 va treure l'1,44% dels vots i cap escó. A les legislatives de 2001 va arribar al 2,2% i va obtenir un escó. A les eleccions de 2006, però, va perdre la representació parlamentària.
L'any 2011, l'ADIK va aprovar fusionar-se en el Partit Democràtic.

## Resultats electorals

### Cambra de Representants
| Any  | Líder             | Vots        | %           | Escons | Pos. |
| ---- | ----------------- | ----------- | ----------- | ------ | ---- |
| 2001 | Dinos Michaelidis | 8.860       | 2,16%       | 1 / 56 | 7è   |
| 2006 | Dinos Michaelidis | Dins Evroko | Dins Evroko | 0 / 56 | 5è   |

### Eleccions presidencials
| Any  | Candidat | Candidat           | 1a volta | 1a volta    | 1a volta | 2a volta | 2a volta | 2a volta |
| Any  | Candidat | Candidat           | Vots     | %           | Resultat | Vots     | %        | Resultat |
| ---- | -------- | ------------------ | -------- | ----------- | -------- | -------- | -------- | -------- |
| 2003 |          | Tassos Papadópulos | 213.353  | 51,51 / 100 | Elegit   |          |          |          |
| 2008 |          | Tassos Papadópulos | 143.249  | 31,79 / 100 | Derrota  |          |          |          |